# За русский народ!

«За великий русский народ», Михаил Хмелько, 1947 г.

«За русский народ!» — тост, произнесённый И. В. Сталиным на кремлёвском приёме 24 мая 1945 года. Мероприятие в честь командующих войсками Красной армии состоялось в Георгиевском зале Большого Кремлёвского дворца. Генеральный штаб и Главное политическое управление заранее подготовили списки приглашаемых лиц. В ходе банкета Сталин выступил с небольшой застольной речью, венцом которой стал тост за русский народ. Оценка тоста в исторических исследованиях и публицистических работах разнится вплоть до диаметрально противоположных.

## Варианты текста
Существуют два основных варианта записи сталинского тоста «За русский народ», один по стенограмме, другой по газетному отчёту. В газетном отчёте среди ошибок советского правительства в первые годы войны появляется Прибалтика, отсутствуют повторные слова о том, что Красная армия была вынуждена отступать первые два года войны, о неспособности совладать с создавшимся положением, вместо этого внимание акцентировано на победе над фашизмом, а также имеется ряд других отличий. Ниже представлены оба варианта текста.
| Из текста стенограммы | Из газетного отчёта |
| --- | --- |
| Товарищи, разрешите мне поднять ещё один, последний тост. | Товарищи, разрешите мне поднять ещё один, последний тост. |
| Я, как представитель нашего Советского правительства, хотел бы поднять тост за здоровье нашего советского народа и, прежде всего, русского народа. (Бурные, продолжительные аплодисменты, крики «ура»)                                                                                          | Я хотел бы поднять тост за здоровье нашего советского народа и, прежде всего, русского народа. (Бурные, продолжительные аплодисменты, крики «ура») |
| Я пью, прежде всего, за здоровье русского народа потому, что он является наиболее выдающейся нацией из всех наций, входящих в состав Советского Союза. | Я пью, прежде всего, за здоровье русского народа потому, что он является наиболее выдающейся нацией из всех наций, входящих в состав Советского Союза. |
| Я поднимаю тост за здоровье русского народа потому, что он заслужил в этой войне и раньше заслужил звание, если хотите, руководящей силы нашего Советского Союза среди всех народов нашей страны.                                                                                               | Я поднимаю тост за здоровье русского народа потому, что он заслужил в этой войне общее признание как руководящей силы Советского Союза среди всех народов нашей страны. |
| Я поднимаю тост за здоровье русского народа не только потому, что он — руководящий народ, но и потому, что у него имеется здравый смысл, общеполитический здравый смысл и терпение. | Я поднимаю тост за здоровье русского народа не только потому, что он — руководящий народ, но и потому, что у него имеется ясный ум, стойкий характер и терпение. |
| У нашего правительства было немало ошибок, были у нас моменты отчаянного положения в 1941—1942 гг., когда наша армия отступала, покидала родные нам села и города Украины, Белоруссии, Молдавии, Ленинградской области, Карело-Финской республики, покидала, потому что не было другого выхода. | У нашего правительства было немало ошибок, были у нас моменты отчаянного положения в 1941—1942 годах, когда наша армия отступала, покидала родные нам села и города Украины, Белоруссии, Молдавии, Ленинградской области, Прибалтики, Карело-Финской республики, покидала, потому что не было другого выхода. |
| Какой-нибудь другой народ мог сказать: вы не оправдали наших надежд, мы поставим другое правительство, которое заключит мир с Германией и обеспечит нам покой. Это могло случиться, имейте в виду.                                                                                              | Иной народ мог бы сказать правительству: вы не оправдали наших ожиданий, уходите прочь, мы поставим другое правительство, которое заключит мир с Германией и обеспечит нам покой. |
| Но русский народ на это не пошёл, русский народ не пошёл на компромисс, он оказал безграничное доверие нашему правительству. | Но русский народ не пошёл на это, ибо он верил в правильность политики своего правительства и пошёл на жертвы, чтобы обеспечить разгром Германии. |
| Повторяю, у нас были ошибки, первые два года наша армия вынуждена была отступать, выходило так, что не овладели событиями, не совладали с создавшимся положением. Однако русский народ верил, терпел, выжидал и надеялся, что мы всё-таки с событиями справимся.                                | И это доверие русского народа Советскому правительству оказалось той решающей силой, которая обеспечила историческую победу над врагом человечества — над фашизмом. |
| Вот за это доверие нашему правительству, которое русский народ нам оказал, спасибо ему великое! За здоровье русского народа! (Бурные, долго несмолкаемые аплодисменты) | Спасибо ему, русскому народу, за это доверие! За здоровье русского народа! (Бурные, долго несмолкающие аплодисменты) |

## Достоверность газетной публикации
В течение продолжительного времени историки, писавшие об этой сталинской здравице, брали за основу её изложение, опубликованное в центральных газетах 25 мая 1945 года, а затем неоднократно издававшееся в различных тематических сборниках произведений Сталина. Смысл тоста за русский народ трактуется советскими и постсоветскими историками по-разному, порой с совершенно противоположных позиций. В 1990-е годы в личных архивных фондах Сталина и В. М. Молотова были обнаружены два идентичных экземпляра машинописного текста тоста «За русский народ», в основу которых была положена одна и та же стенографическая запись. На листке из архива Сталина имеются правки, сделанные им лично, и этот выправленный текст 25 мая 1945 года был помещён в центральных советских газетах, затем многократно тиражировался и интерпретировался историками. Сама же стенографическая запись оставалась недоступной и была рассекречена лишь в конце 1990-х. Теперь в распоряжении читателей есть и исходный вариант (стенографическая запись), и окончательная версия (официальный газетный отчёт), плюс различные точки зрения российских историков о первоначальном замысле Сталина.

## Анализ тоста
Писателями и историками смысл тоста за русский народ трактовался по-разному, иногда с диаметрально противоположных позиций. Особенно это было характерно для постсоветской российской историографии.

### Историки
Профессор исторического факультета СГУ Григорий Давыдович Бурдей полагает, что в той части сталинского тоста, в которой говорилось о терпении русского народа и о его доверии своему правительству, Сталин под терпеливым русским народом подразумевал весь Советский Союз. Историк завершал свою мысль следующим выводом: «Такое представление о бесправном, униженном народе вполне согласуется со стремлением Сталина строить государство с внеэкономической административно-командной системой». Г. Д. Бурдей полагает, что, отметив решающую роль русского народа в достижении победы, Сталин «весьма недоброжелательно отнёсся к другим народам», которые «были способны на осуждение советского правительства», а выступление 24 мая 1945 года свидетельствовало о наличии у И. В. Сталина превратных представлений о содружестве народов. Сталин рассматривал его с позиций централизма, понимаемого «тоталитарно». Это отнюдь не способствовало «укреплению полиэтнического государства». Сталинскую застольную речь Бурдей склонен рассматривать как исходную идейную платформу для перехода к новым политическим репрессиям под лозунгом борьбы против космополитизма. Сталин решил возродить «националистическую русскую идею».
Доктор исторических наук, профессор МГУ, автор ряда учебных пособий А. С. Барсенков также считает, что откровенная лесть, противопоставление русских другим народам страны преследовали определённую политическую цель. Но Барсенков определял её содержание иначе, чем Бурдей: Сталин и руководство страны попытались опереться на авторитет русского народа, выступать от его имени, сделать его своеобразным посредником в своих взаимоотношениях с другими национальностями.
Некоторые российские исследователи уловили в сталинской здравице призыв критически переоценить опыт Великой Отечественной войны, хотя, как отметил военный историк, полковник, профессор Василий Кулиш, никто из советских историков и неисториков «не поддался соблазну проанализировать ошибки правительства» (а фактически Сталина) и «причины отчаянного положения в 1941—1942 годах», о которых говорилось на приёме. Другие отмечали в сталинском славословии в адрес русского народа отражение всей сложности взаимоотношений между ним и вождём.
По мнению Вильяма Похлёбкина, тост Сталина «по своей исторической роли и месту в ряду формальных актов, завершающих войну», напоминал манифест Александра I (декабрь 1812 года). Параллели между двумя Отечественными войнами: 1812 и 1941—1945 годов были необходимы Верховному Главнокомандующему для того, чтобы народ, или, по крайней мере, представители интеллигенции поняли их глубинную значимость. Тем не менее мыслящей интеллигенции к 1945 году, по мнению Похлёбкина, уже почти не осталось. Как следствие, историческую аналогию с 1812 годом, которая якобы просматривалась в сталинском тосте о русском народе, не осознали даже те, кто стоял близко к вождю. Его здравица была понята не «в глубоком историческом аспекте», а расценена как своеобразная «расфасовка» советского народа на главный (русский) и остальные (второстепенные).
Геннадий Бордюгов и Владимир Бухараев полагают, что характеристика русского народа как руководящей силы в Советском Союзе, данная в этом тосте, ранее применялась лишь к партии и рабочему классу, но не к этносу. Одной из составляющих «новой стратегии в этнополитической сфере» было противопоставление русских другим народам страны. Именно в этом кроется причина опоры вождя на авторитет русского народа, выступление от его имени, рассмотрение русских как посредников во взаимоотношениях с другими национальностями.
Детальный анализ тоста «За русский народ!» провёл доктор исторических наук, ведущий научный сотрудник Института Российской истории РАН Владимир Невежин. Согласно Невежину, стенографическая запись этого тоста подверглась радикальной правке самим Сталиным. В результате анализа имеющихся источников и мнений своих предшественников Невежин пришёл к следующему выводу: эта редакторская правка была сделана до́ официальной публикации текста здравицы за русский народ. Как победитель в войне с Германией, Сталин желал выглядеть непогрешимым. Поэтому он стремился переложить на советское правительство вину за ошибки и промахи первого периода Великой Отечественной войны, что явилось основным мотивом для Сталина при редактировании стенографической записи тоста за русский народ.

### Писатели и журналисты
По мнению журналиста Сергея Земляного, в Великой Отечественной войне победил не большевизм, не советский коммунизм, победил русский патриотизм, то есть национализм. Это был вынужден признать Сталин в знаменитом послевоенном тосте за русский народ.
Председатель правления Союза писателей России Валерий Ганичев уверен, что после войны отношение к русскому народу стало меняться — ведь он показал свою самоотверженность, свою сущность государствообразующего народа, и именно русский народ внёс основной вклад в Победу. И исторический тост генералиссимуса Сталина «за великий русский народ» стал при этом переломным. Литературный критик и публицист Геннадий Муриков критикует мнение Ганичева, в частности, пишет о том, что В. Ганичев забыл, что всего за пять лет до своего пресловутого тоста «за русский народ» Сталин на одном из приёмов в Кремле произнёс такой же пламенный тост за великого вождя немецкого народа — Адольфа Гитлера.
Писатель Алексей Варламов называет этот тост «исторической насмешкой».
Публицист Игорь Шафаревич упоминает тост в ряду действий советской власти и лично Сталина, направленных на стимуляцию национальных чувств русского народа и подчёркивание преемственности СССР с исторической Россией. Шафаревич отмечает, что эти действия носили чисто внешний характер и не затрагивали основ сложившегося коммунистического строя, а Сталин был и остался приверженцем интернационалистской марксистской идеологии, что после войны нашло подтверждение в «Ленинградском деле» и других событиях, свидетельствующих об откате к прежней политике интернационализма.

## В искусстве
В 1947 году художник Михаил Хмелько создал большое парадное полотно под название «Тост за великий русский народ» и получил за это произведение Сталинскую премию. Картина была в большом количестве растиражирована официальной пропагандой. Полотно находится в резервах Национального художественного музея Украины.

В 1956 году поэт Борис Слуцкий написал стихотворение «Терпение»:
Сталин взял бокал вина
(может быть, стаканчик коньяка),
поднял тост, и мысль его должна
сохраниться на века:
За терпенье!
Это был не просто тост
(здравицам уже пришёл конец).
Выпрямившись во весь рост,
великанам воздавал малец
за терпенье.
Трус хвалил героев не за честь,
а за то, что в них терпенье есть.
– Вытерпели вы меня, – сказал
вождь народу. И благодарил.
Это молча слушал пьяных зал.
Ничего не говорил.
Только прокричал: «Ура!»
Вот каковская была пора.
Страстотерпцы выпили за страсть,

выпили и закусили всласть
Фронтовик Александр Зиновьев, — философ, писатель-сатирик и диссидент отреагировал на тост, написав стихотворение, заканчивающееся, в частности, строками[значимость факта?]:
Вождь поднял бокал. Отхлебнул вина. 
Просветлели глаза Отца. 
Он усы утёр. Никакая вина 
Не мрачила его лица. 
Ликованием вмиг переполнился зал… 
А истерзанный русский народ 
Умиления слёзы с восторгом лизал, 
Все грехи отпустив ему наперёд.